# Tadeusz Wolsza
Tadeusz Wojciech Wolsza (ur. 13 maja 1956 w Oławie) – polski historyk, politolog i nauczyciel akademicki, profesor nauk humanistycznych, członek Rady (2011–2016) oraz Kolegium (od 2016) Instytutu Pamięci Narodowej.

## Życiorys
Na Uniwersytecie Wrocławskim uzyskał magisterium z historii (1979) oraz z nauk politycznych (1981). Współtworzył struktury Niezależnego Zrzeszenia Studentów na UWr. W latach 80. rozpoczął pracę w Instytucie Historii Polskiej Akademii Nauk. W 1987 w tej jednostce na podstawie pracy pt. Narodowa Demokracja wobec chłopów w latach 1887–1914 (której promotorem był Jan Molenda) uzyskał stopień doktora nauk humanistycznych. Habilitował się w 1999 również w IH PAN na podstawie rozprawy zatytułowanej Rząd RP na obczyźnie wobec wydarzeń w kraju 1945–1950. W 2007 otrzymał tytuł profesora nauk humanistycznych.
W 2007 został zastępcą przewodniczącego rady naukowej Instytutu Historii Polskiej Akademii Nauk. Został też redaktorem naczelnym „Dziejów Najnowszych”. Od 1999 pozostawał pracownikiem naukowym Instytutu Nauk Politycznych Akademii Bydgoskiej, następnie został wykładowcą Uniwersytetu Kazimierza Wielkiego w Bydgoszczy, na którym objął stanowisko profesora zwyczajnego. Jest autorem około 200 publikacji naukowych oraz popularnonaukowych, w tym ponad 10 pozycji książkowych.
Był członkiem Warszawskiego Społecznego Komitetu Poparcia Jarosława Kaczyńskiego w przedterminowych wyborach prezydenckich w 2010.
W 2011 został wybrany przez Sejm w skład nowo utworzonej Rady IPN; organ ten został zniesiony nowelizacją ustawy o IPN w 2016. W tym samym roku z rekomendacji senatorów PiS wszedł w skład Kolegium IPN. W 2023 Sejm wybrał go do tego gremium na kolejną kadencję. W 2018 i 2022 powoływany w skład Rady Muzeum przy Muzeum II Wojny Światowej w Gdańsku; zasiadał w tym gremium do 2024.
Laureat Nagrody im. Janusza Kurtyki w 2017 za pracę pt. Dotyk Katynia. Wojenne i powojenne losy Polaków wizytujących Katyń w 1943 roku W 2022 został powołany do Rady Odbudowy Pałacu Saskiego.
Wszedł w skład komitetu wspierającego kandydaturę Karola Nawrockiego na prezydenta RP w wyborach w 2025.

## Odznaczenia
- Krzyż Oficerski Orderu Odrodzenia Polski (2024)[17]
- Srebrny Krzyż Zasługi (2023)[18]
- Medal Stulecia Odzyskanej Niepodległości (2021)[19]
- Złoty Medal za Długoletnią Służbę (2022)[3]
- Odznaka „Za Zasługi dla Światowego Związku Żołnierzy Armii Krajowej” (2018)[3]

## Publikacje
- Arcymistrzowie, mistrzowie, amatorzy… Słownik biograficzny szachistów polskich. T. t. 1. Warszawa: Wydawnictwo DiG, 1995. ISBN 83-85490-37-X. Brak numerów stron w książce
- Arcymistrzowie, mistrzowie, amatorzy… Słownik biograficzny szachistów polskich. T. t. 2. Warszawa: Wydawnictwo DiG, 1996. ISBN 83-85490-78-7. Brak numerów stron w książce
- Rząd RP na obczyźnie wobec wydarzeń w kraju 1945–1950. Warszawa: Wydawnictwo DiG, 1998. ISBN 978-83-7181-044-2. Brak numerów stron w książce
- Arcymistrzowie, mistrzowie, amatorzy… Słownik biograficzny szachistów polskich. T. t. 3. Warszawa: Wydawnictwo DiG, 1999. ISBN 83-7181-087-3. Brak numerów stron w książce
- Arcymistrzowie, mistrzowie, amatorzy… Słownik biograficzny szachistów polskich. T. t. 4. Warszawa: Wydawnictwo DiG, 2003. ISBN 83-7181-288-4. Brak numerów stron w książce
- W cieniu Wronek, Jaworzna i Piechcina… 1945–1956: życie codzienne w polskich więzieniach, obozach i ośrodkach pracy więźniów. Warszawa: Instytut Historii PAN, 2003. ISBN 978-83-88909-06-1. Brak numerów stron w książce
- Za żelazną kurtyną: Europa Środkowo-Wschodnia, Związek Sowiecki i Józef Stalin w opiniach polskiej emigracji politycznej w Wielkiej Brytanii. Warszawa: Instytut Historii PAN, 2005. ISBN 978-83-88909-29-0. Brak numerów stron w książce
- Arcymistrzowie, mistrzowie, amatorzy… Słownik biograficzny szachistów polskich. T. t. 5. Warszawa: Wydawnictwo DiG, 2007. ISBN 83-7181-495-X. Brak numerów stron w książce
- „Katyń to już na zawsze katy i katowani”: W „polskim Londynie” o sowieckiej zbrodni w Katyniu (1944–1956). Warszawa: Instytut Historii PAN, 2008. ISBN 978-83-88909-66-5. Brak numerów stron w książce
- Najdorf: z Warszawy do Buenos Aires. Warszawa: Wydawnictwo „Penelopa”, 2010. ISBN 978-83-931264-0-8. Brak numerów stron w książce
- Więzienia stalinowskie w Polsce. System – codzienność – represje. Warszawa: Wydawnictwo RM, 2013. ISBN 978-83-7773-159-8. Brak numerów stron w książce
- Dotyk Katynia: wojenne i powojenne losy Polaków wizytujących Katyń w 1943 roku. Poznań: Zysk i S-ka, 2018. ISBN 978-83-8116-361-3. Brak numerów stron w książce
- Ze sportem za pan brat, ze sportem na bakier: pasje sportowe elit politycznych w dwudziestoleciu międzywojennym i w pierwszych latach Polski Ludowej. Warszawa: Instytut Historii PAN, Instytut Pamięci Narodowej, Wydawnictwo Neriton, 2018. ISBN 978-83-65880-39-0. Brak numerów stron w książce
- Od „Honoratki” do Wierzbowej: życie szachowe w Warszawie w latach 1829–1939. Warszawa: Instytut Historii PAN, Wydawnictwo Neriton, 2020. ISBN 978-83-65880-80-2. Brak numerów stron w książce